# Concha Roldán
Concha Roldán Panadero (Madrid, 14 de septiembre de 1958) es una filósofa feminista española, que desde 2008 hasta 2023 fue directora del Instituto de Filosofía del Consejo Superior de Investigaciones Científicas. Desde 2015 es Presidenta de la Asociación Española de Ética y Filosofía Política. También preside la Comisión Nacional de Evaluación de Filosofía y Filología en la CNEAI (Agencia Nacional de Evaluación de la Calidad y Acreditación, ANECA). Una de sus líneas principales de trabajo es la igualdad y preside la Asociación para la Igualdad de Género GENET. 

## Biografía
Nació en Madrid y pasó su infancia en el barrio de Usera en Madrid, una experiencia -ha explicado en ocasiones- que le ha hecho poner en valor el sur. Se licenció en Filosofía y ciencias de la Educación en la Universidad Complutense de Madrid con el objetivo de profundizar en la historia y en las distintas disciplinas filosóficas para poder explicar mejor el mundo.
Ha realizado estudios de postgrado en la Universidad Técnica de Berlín, el Leibniz-Archiv de Hannover y el Leibniz-Forschungstelle en Münster, con becas del Ministerio español de Educación, el Deutsche Akademischer Austauschdienst (DAAD), la Deutsche Forschungsgemeinschaft (DFG) y Humboldt Stiftung.
Defendió su tesis en la Universidad Complutense de Madrid en 1987: Contingencia y necesidad en Leibniz. El problema de la libertad con la tutoría de Jaime de Salas. En el tribunal estaba la filósofa Celia Amorós, quien la incorporó al Seminario permanente “Feminismo e Ilustración”, en la Unidad Complutense de Madrid marcando su trayectoria. Tras varias becas y contratos algunos de ellos en Alemania regresó a España con una Beca de Reincorporación.
En 1996 fue la primera mujer que obtuvo una plaza de Científico Titular en la plantilla del Instituto de Filosofía del CSIC. En 2003 asumió la jefatura del Departamento de Filosofía Teorética. Desde 2005 es Profesora de Investigación. 
En 2008 asumió la dirección del Instituto de Filosofía del CSIC. También preside la Comisión Nacional de Evaluación de Filosofía y Filología en la CNEAI (Agencia Nacional de Evaluación de la Calidad y Acreditación, ANECA).
Es fundadora en 1989 junto a Quintín Racionero de la Sociedad Española Leibniz para estudios del Barroco y la Ilustración (SeL), de la que es su actual presidenta. Junto a Roberto R. Aramayo es cofundadora de la Asociación Española de Ética y Filosofía Política AEEFP que preside desde 2015. Es también cofundadora en 2012 de la Red española de Filosofía presidida por María José Guerra en la que preside la Comisión de Investigación, forma parte de la Junta Gestora de la Red Iberoamaricana de Filosofía (RIF) y preside la Asociación para la Igualdad de Género GENET.
Además de numerosos artículos publicados, es directora de Isegoría (Revista de Filosofía moral y política) y codirectora de las Colecciones Theoria cum Praxi (Plaza y Valdés-CSIC), Clásicos del Pensamiento (CSIC), Moral, Ciencia y Sociedad (Plaza y Valdés), y Eidética (Herder). También forma parte del Consejo Asesor de la Colección Feminismos de la Editorial Cátedra.

## Filosofía práctica y en la calle

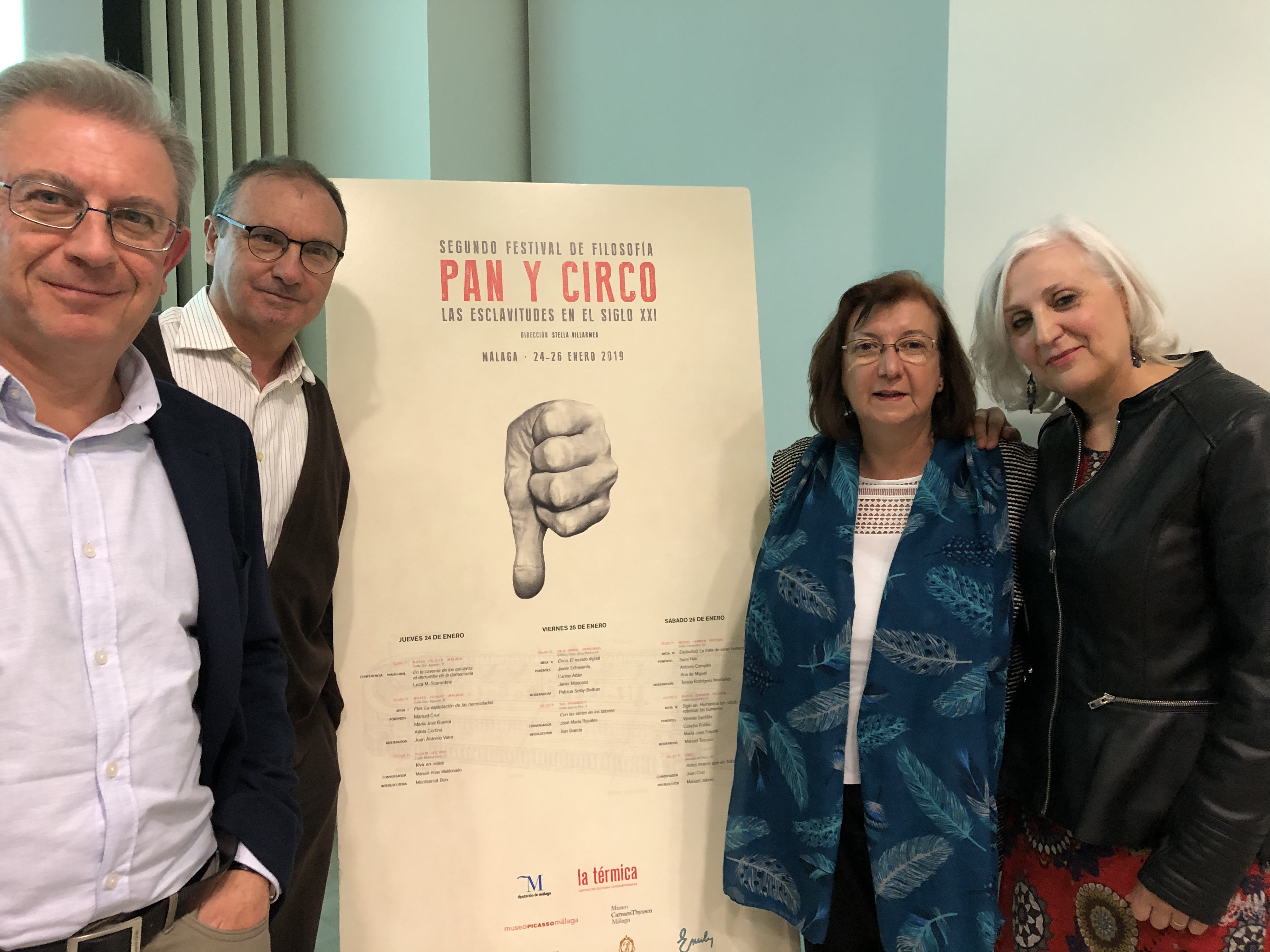
En el II Festival de Filosofía de Málaga (2019): Concha Roldán con Manuel Toscano, Vicente Sanfélix y María José Frápolli

Roldán está especializada en filosofía moderna, Ilustración alemana, Filosofía de la Historia, Ética y filosofía política y estudios de género. También ha centrado parte de su trabajo en Leibniz. Denuncia la ausencia de las mujeres y la historia de la filosofía en general. El feminismo -considera Roldán- aporta el valor de la verdad en una época en la que prevalece la llamada "posverdad".
Defensora de la enseñanza de la filosofía en la secundaria, considera que esta materia es la base de la reflexión, de la capacidad crítica, del comportamiento ético imprescindible en la formación en secundaria.
Reivindica la filosofía en la calle y el diálogo con la sociedad. También el liderazgo ético y la conciencia crítica ciudadana. Participa en el grupo de Teoría cum Praxi que dirige Roberto Rodríguez Aramayo en la que reclama que la ética sea "la otra cara" de la política. Se declaran "de la primera modernidad" un término que acuñó inicialmente Leibniz y que posteriormente adoptó Kant. Entre sus referencias cita a Celia Amorós, Amelia Valcárcel, Victoria Camps, Manuel Cruz o Javier Muguerza.

## Publicaciones
Selección
- (2025) La importancia de la genealogía feminista y la recuperación de las pensadoras/filósofas/autoras mujeres, en 50 años de feminismo en España y América Latina. DOI 10.18002/cg, Seminario Interdisciplinar de Estudios de las Mujeres de la Universidad de León[9]

- (2018) Philosophy and Globalisation, Walter de Gruyter, Berlin, 2018. Concha Roldán, Daniel Brauer and Johannes Rohbeck (eds.) ISBN 978-3-11-054467-1.

- (2018) “The Thinning and Deformation of Ethical and Political Concepts in the Era of Globalization”, en Philosophy of Globalisation, loc. cit., pp.109-122.
- (2017) „Filosofía de la historia en España en el siglo XX. Del casticismo a los conceptos de identidad, memoria y acción“ (EIAF vol 33/II, Trotta 2017, pp. 15-46).
- (2017) Mejorando el mejor de los mundos posibles: ética y política en Leibniz, en La modernidad en perspectiva. A trescientos años del fallecimiento de Leibniz (R. Casales García y J. Martín Castro Manzano, comps.), Ed. Comares, Col. Filosofía hoy, Granada, 2017, pp. 115-129.
- (2016) “Historia conceptual y Filosofía de la historia desde una perspectiva leibniziana”, Endoxa, nº 38, diciembre de 2016, pp. 217-238.
- (2016) Concha Roldán: Leibniz und die Idee Europas, en Für unser Glück oder das Glück anderer (Hg. W. Li u.a.), Georg Olms Verlag, Hannover, 2016, pp. 551- 56.
- (2016) Concha Roldán: “Contingencia, libertad y bien: hacia el reino de la gracia”, en La Monadología de Leibniz a debate. The Monadology of Leibniz to debate, J.A. Nicolás, M. Sánchez, M. Escribano, L. Herrera et alia (eds.), Comares, col. Filosofía Hoy, Granada, pp. 205-214.
- (2015) Concha Roldán: Leibniz. En el mejor de los mundos posibles, ed. Batiscafo, Barcelona (LIBRO: 100 pp.); traducido al italiano y portugués en Ed. Hachette (2016). Reseñas en Baja palabra y Endoxa. ISBN 8 425536001789.
- (2015) Concha Roldán: „La filosofía de Anne Finch Conway: bases metafísicas y éticas para la sostenibilidad”, en Ecología y género en diálogo interdisciplinar, Alicia H. Puleo ed., Plaza y Valdés  (Colección: Moral, Ciencia y Sociedad), pp. 101-123.
- (2014) Concha Roldán: “¿(Por) qué (es) filosofía? ¿Para qué (enseñar) filosofía? El reto socio-político de la filosofía?“ en Revista PAIDEIA. Revista de Filosofía y Didáctica Filosófica, Nº 99. Enero-abril 2014.
- (2013) “Ni virtuosas ni ciudadanas: inconsistencias prácticas en la teoría de Kant, en Ideas y valores. Revista colombiana de filosofía, LXII, Suplemento 1, pp. 185-203.
- (2013) “Actualidad de la idea de tolerancia en Leibniz”, Revista de Filosofía de la Universidad de Costa Rica, Volumen #129-131.
- (2013) “Teodicea y libertad en Leibniz: del mal radical al bien común”, en: San Martín, J. & Sánchez, J.J. (eds.), Pensando la religión, Trotta/UNED, pp. 448-461.
- (2013) Mundos posibles, Plaza y Valdés, Roberto R. Aramayo y Concha Roldán (eds.), México-Madrid, Páginas: 285.
- (2013) Concha Roldán: “Enlightenment, Philosophy of History and Values: European Roots of Universalism”, en New Perspectives in Global History, loc. cit. pp. 83-96.
- (2012) Concha Roldán: “A Leibnizian Way  to Tolerance: Between Ethical Universalism and Linguistic Diversity”, en Paradoxes of Religious Toleration in Early Modern Political Thought (ed. By John Christian Laursen and Mª J. Villaverde), Lexington Books: Lanham, Boulder. New York, Toronto, Plymouth, UK, pp. 91-107.CL.
- (2012) Vivir para pensar. Homenaje a Manuel Cruz, Fina Birulés, Antonio Gómez Ramos y Concha Roldán (eds.):  Herder, Barcelona, Páginas: 464. E. IBAN: ISBN 9788425431227.
- (2011) Maximiliano Hernández y Concha Roldán: Título: “Perspectivas actuales de la filosofía de la historia”, en Azafea. Revista de Filosofía. Volumen 13, pp. 15-24. A
- (2011) “La idea de tolerancia en Leibniz”,  Forjadores de la tolerancia. Claroscuros en el pensamiento europeo de los siglos XVII y XVIII (MªJ. Villaverde y Ch. Laursen, eds.), Tecnos,162-180.
- (2009) Aranguren. Filosofía en la vida y vida en la filosofía, Concha Roldán, Ana Romero y Marta I. González (eds.)  Madrid, Sociedad Estatal de Conmemoraciones Culturales/CSIC. ISBN 978-84-96411-92-0.
- (2008) Concha Roldán "Mujer y razón práctica en la Ilustración alemana”, El reto de la igualdad de género: nuevas perspectivas en ética y filosofía política (comp. Alicia Puleo): Biblioteca  Nueva, pp. 219-237.
- (2008) Concha Roldán: „Transmisión y exclusión del conocimiento en la Ilustración: filosofía para damas y querelle des femmes”, ARBOR, Volumen:  CLXXXIV Nº 731, pp. 457-470.
- (2005, 1ª ed. 1997) Entre Casandra y Clío. Una historia de la filosofía de la historia, Akal, Madrid. ISBN 84-460-2411-X.
- (2002) Concha Roldán: “Geschichtsphilosophie: ein problematisches Erbe der Aufklärung“, in Neuzeitliches Denken. Festschrift für Hans Poser zum 65. Geburtstag (hg. von Günter Abel, Hans-Jürgen Engfer und Christoph Hubig), Walter de Gruyter, Berlin, pp. 285- 304. ISBN 3-11-017516-9.
- (2000)  “Pensar la historia desde la Ilustración”, en Del Renacimiento a la Ilustración. J. Echeverria (Ed.), Enciclopedia Iberoamericana de Filosofia, Trotta-CSIC, Madrid, Vol. 21, pp. 347- 377. ISBN 84-8164-381-5.
- (1997) Concha Roldán: Entre Casandra y Clío - Una historia de la filosofía de la historia, Akal, Madrid, 1997, ISBN 84-460-0610-3
- (1990) Concha Roldán: Escritos en torno a la necesidad, el azar y el destino, Tecnos, Madrid, 1990. ISBN 84-309-1913-9.